# Libellago orri
Libellago orri – gatunek ważki z rodziny Chlorocyphidae.